# Les estacions (Txaikovski)
Les estacions op.37b són un recull de 12 peces curtes per a piano del compositor rus Piotr Ilitx Txaikovski creades durant els anys 1875 i 1876 a Moscou. Cadascuna d'aquestes dotze peces està caracteritzada per un mes diferents de l'any.

## Context

### Moment musical, cultural i artístic[1]
Rússia obre les portes a Europa i totes les seves influències després de l'arribada al poder de Pere el Gran. Aquesta nova època marca altres tipus de tendències i fa que l'art europeu tingui preferència abans que l'art rus. Respecte el panorama musical, a principis del Romanticisme no existia cap mena de Conservatori i els músics se'n adonen al obrir-se les portes a Europa. És Mijaíl Glinka el primer que proposa crear una escola russa. L'any 1825 s'inicia la revolució liberal rusa; el mateix any que Anton Rubinstein funda i comença a dirigir el primer conservatori rus a Sant Petersburg. Més tard Rubinstein funda un altre conservatori a Moscou i encarrega la direcció del centre a Nikolái Glinka, amic de Txaikovski. Txaikovski va ser el primer gran fruit del conservatori on també va ser professor al cap del temps.

### Moment biogràfic de l'autor[3]
Txaikovski passa l'hivern del 1875 en una permanent depressió, fins al punt de caure en la temptació del suïcidi. El 24 d'abril de 1875 s'estrena l'òpera Oprichnik a Sant Petersburg però no és un èxit tot i que el compositor se l'esperava pitjor. En aquests moments se centra més en la pròxima òpera, Vakula que presenta a un concurs i encara que no li interessa el premi, el jurat li dona.
L'estiu d'aquest any escriu l'esbós d'una simfonia i dos actes per al ballet El Llac dels Cignes, que li encarrega la direcció de Moscou i que l'accepta perquè fa temps que vol escriure una obra per a ballet tenint en compte també la remuneració econòmica.
S'estrena l'1 de novembre a Sant Petersburg el primer concert per a piano però no té una bona acollida, ja que esdevé un concert mutilat. En canvi el concert a Moscou va ser un gran èxit.

A finals d'any es troba que té una òpera que vol començar a compondre, un ballet que vol finalitzar, exàmens al Conservatori i que ha d'escriure articles musicals de crítica, que acaben abans del 1876 perquè hi ha una gran polèmica per la critica a Slavianski:
“Si el señor Slavianski es considerado como una especie de héroe, un abanderada de la música rusa, he de afirmar que solo la gente que nada sabe de la música en general, y de la música rusa en particular, puede pensar así (...) Del mismo modo que los libros Populares se encuentran fuera del ámbito de la literatura seria, el cantante popular señor Slavianski se condena a sí mismo a ser ignorado en la vida musical rusa. (...)”
També té com a treball escriure el que seran properament Les estacions tot i que en cap moment ho té en compte.
Durant l'any següent, Txaikovski travessa un període crític de la vida tot i que ho supera en un dels viatges que fa a Verbovka. A principi d'any viatja acompanyant al seu germà a Lió per una nova feina que troba. Passa per Ginebra i es dirigeix a París seguint ja el seu camí, on comença a compondre un quartet i després d'un temps torna a Rússia passant per Berlín.
Quan és a$, decideix deixar d'escriure articles de crítica, ja que vol acabar el ballet i fer una nova òpera sense comprometre’s a cap treball més. Per Setmana Santa marxa dos setmanes al camp (molt prop de Moscou) per poder acabar definitivament el ballet que s'estrenarà a Sant Petersburg el 4 de març de 1877, assolint un gran èxit.
A finals de maig viatja fins Lió per veure a el seu germà tot i que també passa per Vichy i París, on visita a Liszt i a Wagner.

Tot just tornar dels viatges decideix casar-se:
“(...)de momento te digo, simplemente: he decidido casarme. Es inevitable. Tengo que hacerlo, no solo por mí, sino también por ti [Modest] (...) y por todos los que amo.”
Com podem veure doncs, aquests dos anys estan marcats bàsicament per la composició de l'obra El Llac dels Cignes i de representacions d'altres composicions que tard o prompte són un èxit. I com més avant també esmentaré, Txaikovski no li dona gens d'importància a la composició de les obres que li ha encarregat l'editor de Le Novuelliste.

### L'entorn[6]
Txaikovski coneix amics importants com Nikolai Rubistein, director de l'Orquestra de la branca de Moscou de la Societat Musical Russa que està al servei del compositor, Pytor
Jurgenson, que és l'editor, el director i el que li dona suport financer a Txaikovski i Nikolay Kashikn que és professor al Conservatori en que s'assumeix la crítica musical.
El compositor travessa un moment d'angoixa financera que intenta alleujar amb traduccions i arranjaments i també aquests amics l'ajuden a buscar encàrrecs que li van bé per aquesta economia que esta patint.
Respecte l'ensenyament, la pedagogia de Txaikovski es va estendre a dos llibres d'harmonia.
S'ha suposat que sovint i imprudentment tenia trobades amoroses amb dones amb les que tenia un enllaç físic davant una inclinació emocional. Durant aquesta època va tenir també un festeig amb Desireé Artôt.

## L'obra

### Origen[7]
El novembre de 1875 Nikolai Matveyevich Bernard, editor de la revista musical Le Nouvelliste li envia una carta a Txaikovski en la que li demana si li podria escriure unes petites peces per a piano per a la seva revista. El compositor el 24 de novembre de 1875 li envia la contesta a la seva proposta:
"I’ve recieved your letter, and am most obliged to you for your kind willingness to pay me so large a fee. I will make an effort not to fall on my face in the mud and to carry the thing off to your satisfaction. I will be sending you the first piece soon, and perhaps even two or three at once. Unless something intervenes, the thing will go off quickly; I take great delight in writing little piano pieces at the moment. Your Tchaikovsky. I’ve kept all your titles.”
Txaikovski comença a compondre el novembre de 1875 i el 13 de desembre envía les dues primeres peces per publicar. Finalitza les peces el 18 de maig de 1876.
Cada peça portava un petit fragment de diferents poemes que van ser escollits per l'editor de la revista, tot i que es desconeix si li va consultar la elecció a Txaikovski.

### Motivacions de l'obra
Txaikovski no es va sentir molt atret per aquest projecte que li va proposar Bernard i tampoc el va apreciar una vegada acabat. Tot i això és considerada l'obra més difosa i apreciada del compositor. També cal esmentar que cada peça es començava i finalitzava amb només una sola sessió de treball.

### Connotacions posteriors i evolució de l'obra[7]
Nikolai Matveyevich Bernard, satisfet de les composicions de Txaikovski, el setembre de 1876 anuncia als subscriptors de la revista Nouvelliste que al finalitzar la publicació de les dotze peces del compositor, se’ls enviarà una edició de les peces que s'han publicat durant l'any.
El desembre de 1876 Bernard publica The seasons i a partir d'aquesta edició es fan moltes edicions estrangeres amb variants. Cap d'aquestes edicions va implicar al compositor i això va crear idees falses entre el públic.
Després d'aquesta petita polèmica Bernard li dona el número d'opus 37 (no es coneixen les raons de per què aquest número) i totes les obres que no van ser editades per Jurgenson, no tenien el número d'opus i, per tant, no es consideraven vàlides.
L'any 1885 Jurgenson li dona els drets de l'edició a Bernard i aquest publica una reedició amb els textos idèntics que els de la revista però canviant el número d'opus: 37 bis, ja que a l'opus nº 37 es troba la Gran Sonata.
En altres edicions posteriors s'afegeix el nom dels mesos a la peça corresponent i la traducció a partir del Rus tot i que va ser molt difícil i per això és imprecisa.
Després d'aquesta nova edició Jurgenson vol publicar totes les obres de piano de Txaikovski en set volums, i l'any 1840 al volum nº 3 surten publicades Les estacions, on el compositor fa algunes correccions musicals.

### Trets característics
Cada peça està caracteritzada per tenir un epígraf poètic que la descriu i acompanya la temàtica corresponent: Gairebé totes tenen una estructura ABA.

#### 1. Gener - Al costat de la xemeneia (La major)
Und den Winkel friedlicher Wonne
Kleidet die Nacht in Dunkel,
Im Kamin verlöscht das Feuerchen, 
Und die Kerze ist heruntergebrannt.
(A. Púschkin)

#### 2. Febrer - Carnestoltes (Re major)
Bald wird der quirligen Fastnacht
Ausladendes Festmahl brodeln.
(P. Wjásmemskij)

#### 3. Març - Cant de l'alosa (Sol menor)
Das Feld schwankt von Blumen,
Am Himmel winden sich Lichtwolken, 
Vom Gesang der Frühlingslerchen
Sind die himmelblauen Tiefen erfüllt
(A. Májkow)

#### 4. Abril - Campaneta de neu (Si b major)
Zartblau, rein ist das
Schneeglocken-Blümchen,
Und daneben der durchscheinende
Letzte Schneerest.
(A. Majkow)

#### 5. Maig - Il·luminat per les estrelles (Sol major)
Welch eine Nacht! Welche Wonne au fallem [leigt]!
Ich danke dem heimatlichen, mitternächtlichen Land!
Aus der Herrschaft des Eises, aus der Herrschaft der Stürme des Schnees
Wie frisch und rein fleigt der Mai empor.
(A. Fet)

#### 6. Juny - Barcarola (Sol menor)
Laβt uns ans Ufer hinausgehen, dort werden die Wellen
Die Füβe uns laben,
Die sterne mit geheimnisvoller Trauer
Werden über uns strahlen.
(A. Pleschtschéjew)

#### 7. Juliol - Cançó del segador (Mi b major)
Löse Dich, ungeduldige Schulter,
Hol'zum Schlag aus, Hand!
Weh’ [mir] ins Geischt
Wind, von Mittag her!...
(A. Kolzów)

#### 8. Agost - Collita (Si menor)
Das Gesine mit den Familien
Ist aufgebrochen zur Ernte
Zu mähen bis zur Wurzel
Den hohen Roggen.
In dichte Hocken
Werden die Garben gelegt,
Von den Fuhren die ganze Nacht
Knarrt Musik.
(A. Kolzów)

#### 9. Setembre - La caça (Sol major)
Auf, auf! die Hörner schallen;
Die Hundetreiber in Jagduniformen
Sitzen schon vor dem Morgengrauen zu Pferde auf;
Die Windhundmeute zerrt an den Leinen.
(A. Púschkin)

#### 10. Octubre - La cançó de la tardor (Re menor)
Herbst, unser armer Garten ist ganz mit
Blättern übersät,
Die gelben Blätter fliegen im Wind...
(A. Tolstój)

#### 11. Novembre - Troica (Mi major)
Schau doch nicht mit Sehnusucht auf den Weg
Und eile naicht der Troika nach
Und die qualvollen Sorgen im Herzen
Ersticke schnell für immer.
(N. Nekrássow)

#### 12. Desembre - Nadal (La b major)
Einmal am Dreikönigsabend
Weissagten die Mädchen:
Sie zogen sich ihre Schuhe aus und
Warfen sie wor die Tore.
(W. Zhukówskij)